# 80 PLUS

80 Plus logo

80 PLUS — північноамериканська ініціатива, яка сприяє розвитку комп'ютерним блокам живлення, які мають коефіцієнт корисної дії (ККД) не менше 80 % або вище. Ініціатива також перелічує сумісні пристрої та забезпечує відповідні протоколи вимірювань, які потім доступні в Інтернеті.

## Вимоги
Ініціатива вимагає для «80 PLUS»-Сертифікації, Комп'ютерний блок живлення який при навантажені в 20 %, 50 % та 100 % досягатиме мінімум 80 % Коефіцієнт корисної дії (ККД). Також Коефіцієнт потужності в 50 % навантаження має становити не менше 0,9. Для більш високої сертифікації (це «80 PLUS Bronze», «80 PLUS Silver», «80 PLUS Gold», «80 PLUS Platinum» та «80 PLUS Titanium») стоять вимоги до Коефіцієнта корисної дії (ККД) кожним рівнем вище, з Фокусом на 50 % рівень частого Навантаження.
| 80 PLUS Сертифікація   | 80 PLUS Сертифікація   | 80 PLUS Сертифікація   | 115 В Вхідна напруга | 115 В Вхідна напруга | 115 В Вхідна напруга | 230 В Вхідна напруга | 230 В Вхідна напруга | 230 В Вхідна напруга | 230 В Вхідна напруга |
| Мінімальне заощадження | Мінімальне заощадження | Мінімальне заощадження | 20 % Нава.           | 50 % Нава.           | 100 % Нава.          | 10 % Нава.           | 20 % Нава.           | 50 % Нава.           | 100 % Нава.          |
| ---------------------- | ---------------------- | ---------------------- | -------------------- | -------------------- | -------------------- | -------------------- | -------------------- | -------------------- | -------------------- |
| 80 PLUS                | 80 PLUS                |                        | 80 %                 | 80 %                 | 80 %                 | Н/В                  | Н/В                  | Н/В                  | Н/В                  |
| 80 PLUS Bronze         |                        |                        | 82 %                 | 85 %                 | 82 %                 | -                    | 81 %                 | 85 %                 | 81 %                 |
| 80 PLUS Silver         |                        |                        | 85 %                 | 88 %                 | 85 %                 | -                    | 85 %                 | 89 %                 | 85 %                 |
| 80 PLUS Gold           |                        |                        | 87 %                 | 90 %                 | 87 %                 | -                    | 88 %                 | 92 %                 | 88 %                 |
| 80 PLUS Platinum       |                        |                        | 90 %                 | 92 %                 | 89 %                 | -                    | 90 %                 | 94 %                 | 91 %                 |
| 80 PLUS Titanium       |                        |                        | -                    | -                    | -                    | 90 %                 | 94 %                 | 96 %                 | 91 %                 |

## Історія[1]
- З 2003 по 2005 роки компанія Ecova та Electric Power Research Institute розробляли протокол для тестування комп'ютерних блоків живлення.
- В лютому 2005 року компанія SeaSonic випустила на ринок перший сертифікований БЖ.
- В 2006 році вимоги 80 PLUS були додані в розроблювану специфікацію стандарту Energy Star 4.0 (вийшла в 2007 році).
- В листопаді 2006 року компанія HP сертифікувала частину своїх блоків живлення, те саме у лютому 2007 року зробила компанія Dell.
- На початку 2008 року в стандарт 80 PLUS були додані рівні ефективності: Bronze, Silver та Gold.
- В 2009 році вийшов Energy Star 5.0 який вимагає від БЖ відповідати стандарту 80 PLUS Bronze.
- В 2010 році був доданий рівень ефективності Platinum.

## Вебсайти
Офіційний вебсайт [Архівовано 24 травня 2013 у Wayback Machine.]

## Список
1. ↑  Program Timeline and Milestones (англ.). Ecova Plug Load Solutions. Архів оригіналу за 14 вересня 2012. Процитовано 5 березня 2012.